# Siedlung Hessische Straße

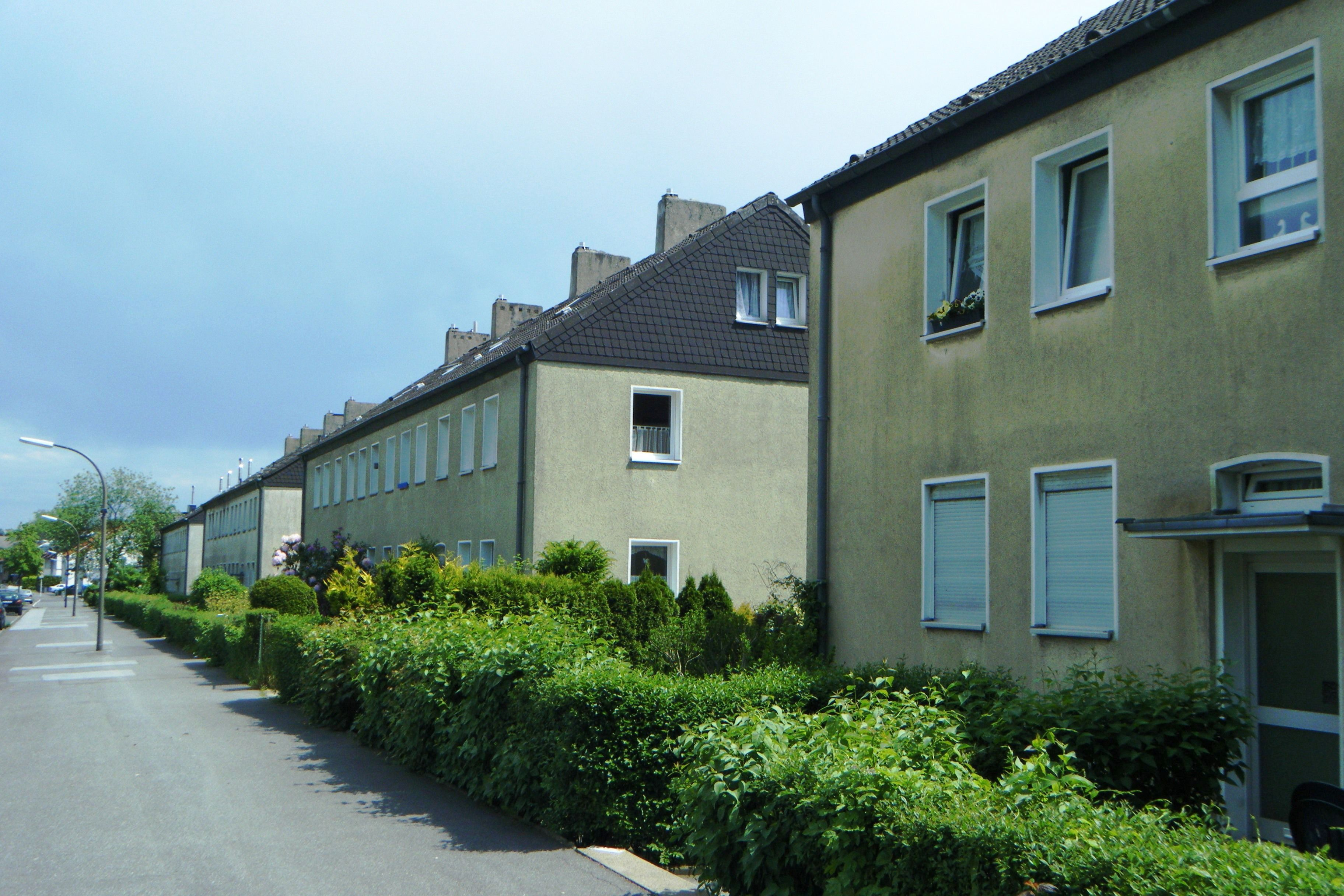
Hessische Straße 2012. Typische Häuserzeile

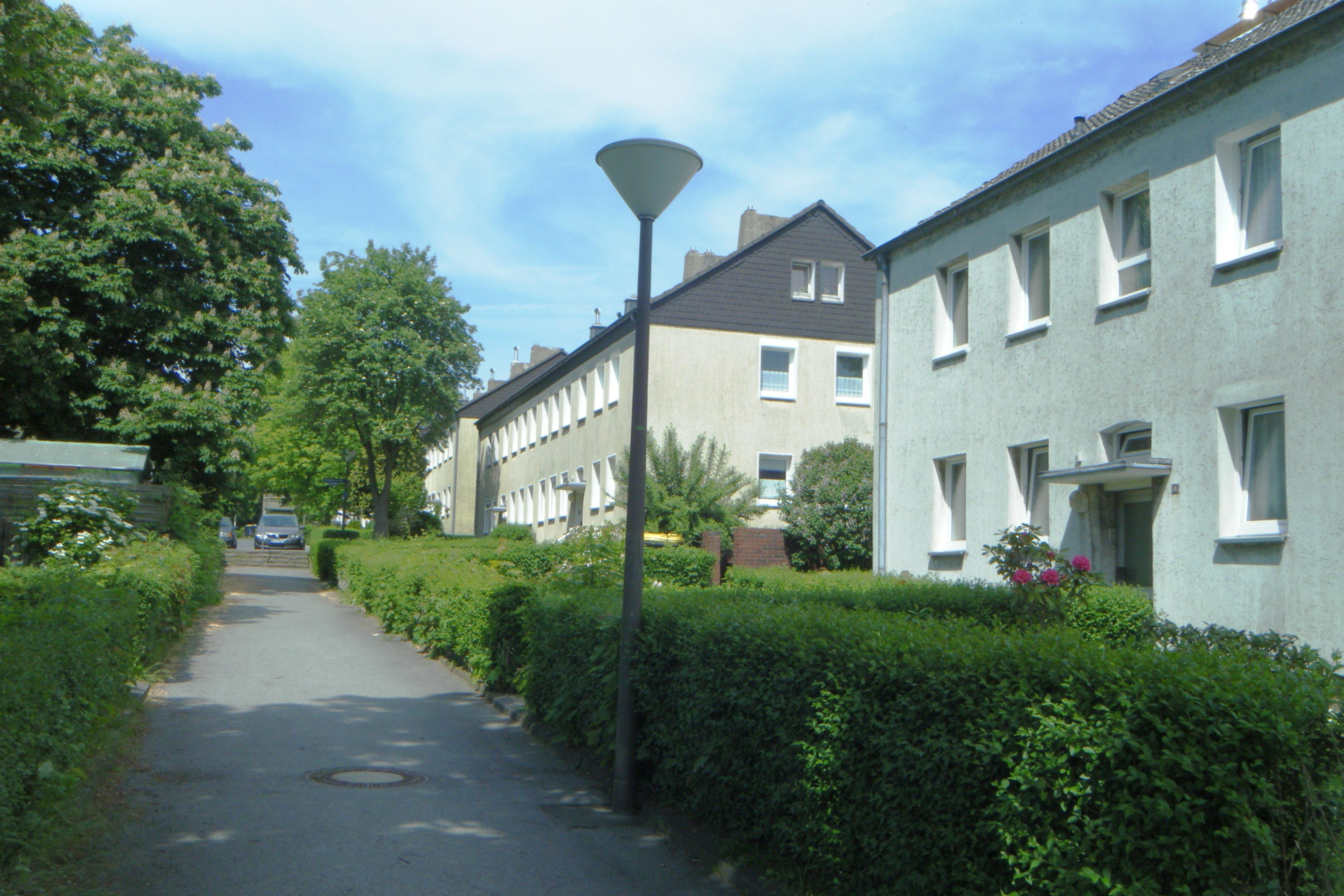
Hessische Straße 2012. Grüne Verbindungswege

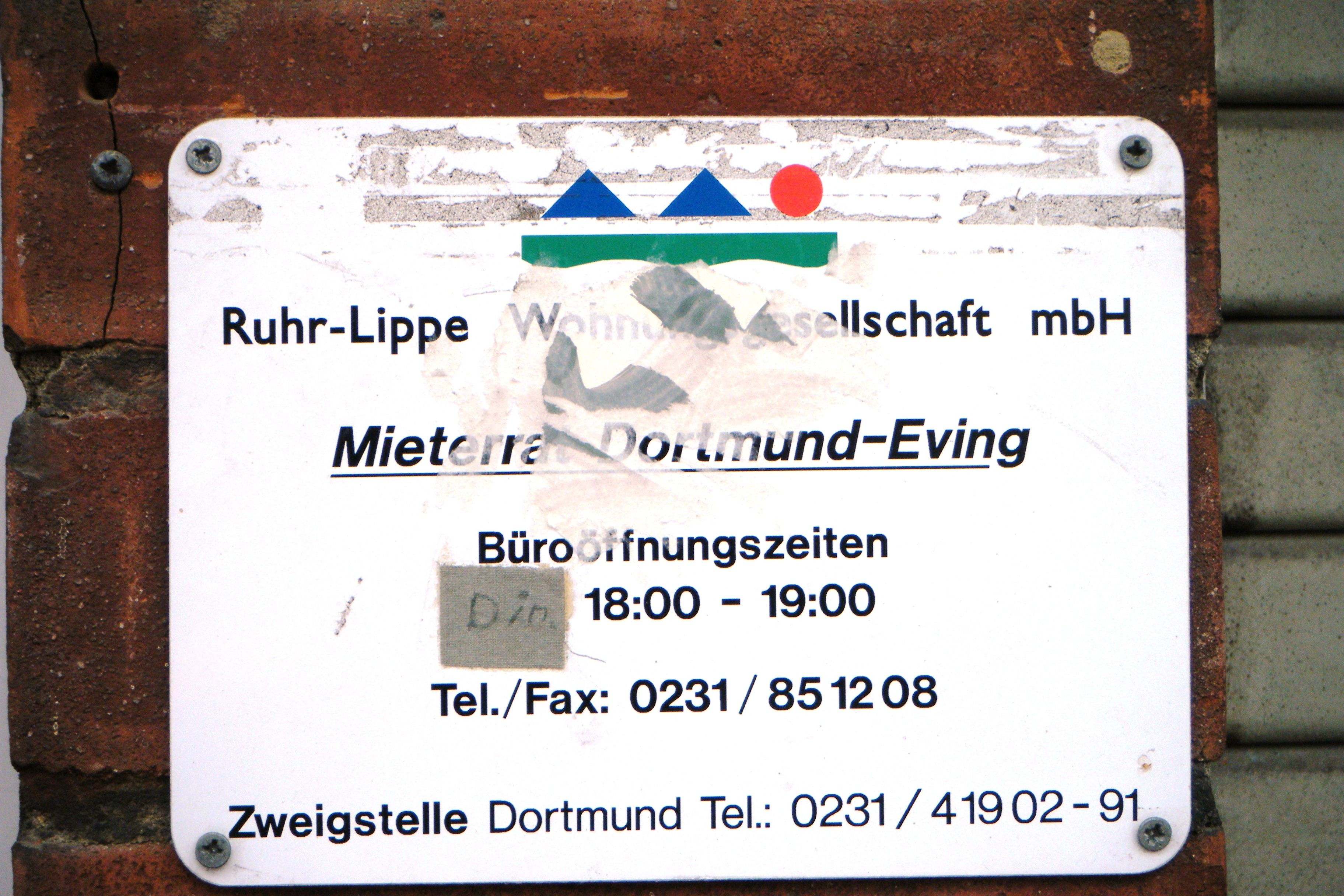
Hessische Straße 2012. Büroschild Mieterrat

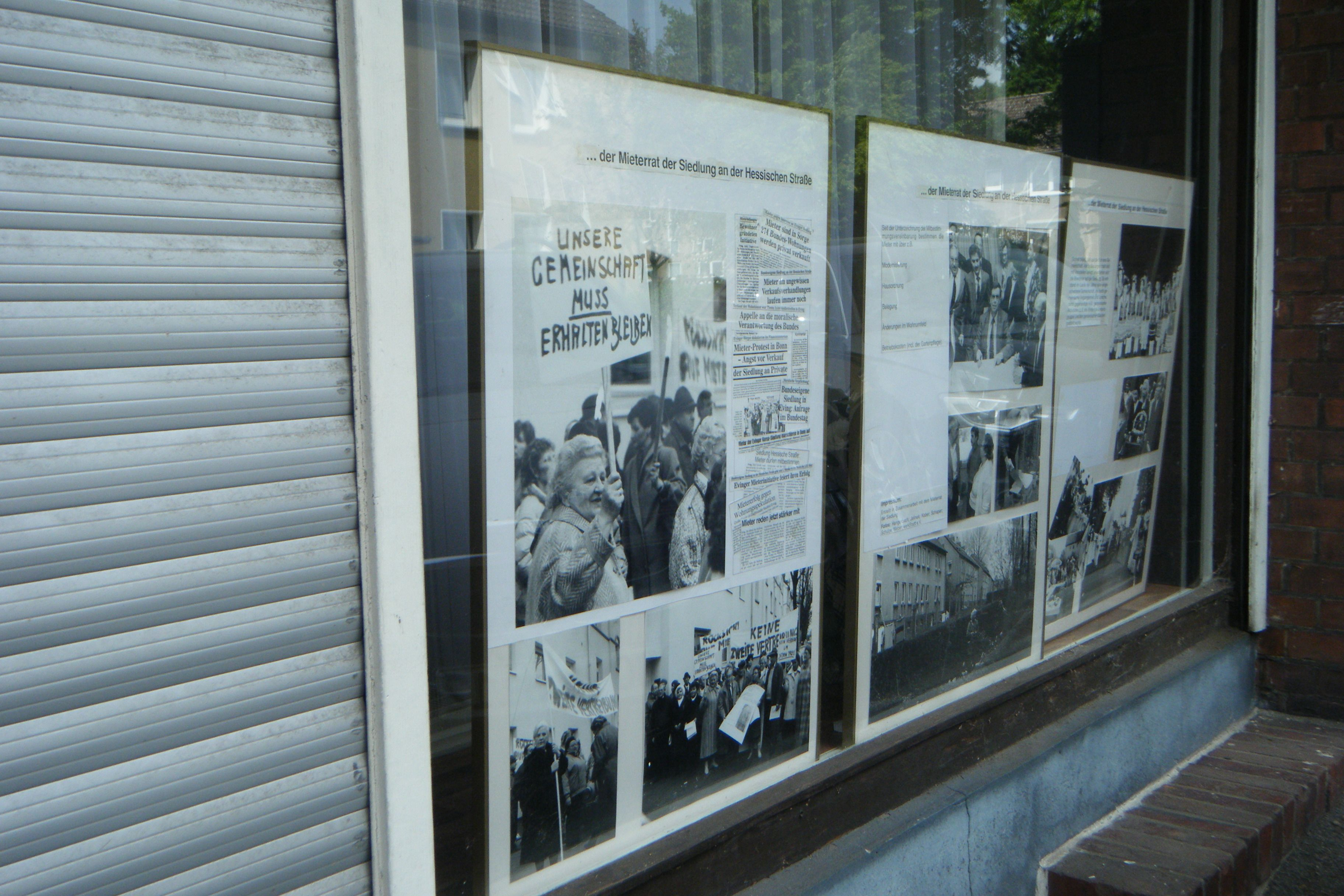
Hessische Straße 2012. Schaufenster Büro Mieterrat

Die Siedlung Hessische Straße im Dortmunder Stadtteil Eving wurde von 1949 bis 1951 durch die Bundesrepublik Deutschland, vertreten durch das staatliche Finanzbauamt Dortmund, für „Heimatlose Ausländer“ errichtet. Wegen des zeitlichen Zusammenfalls mit dem Koreakrieg wird sie umgangssprachlich auch Koreasiedlung oder Klein-Korea genannt. Als Finanzierung werden in verschiedenen Quellen Gelder aus dem Marshallplan, dem Bundeshaushalt und des Hohen Flüchtlingskommissars der Vereinten Nationen genannt, was aber kein Widerspruch sein muss. In den baugleichen 28 Gebäuden mit 56 Eingängen befinden sich nach umfangreicher Modernisierung in den 1980er Jahren 274 Wohnungen. Als das Ministerium der Finanzen, vertreten durch das Bundesvermögensamt Hagen und die Oberfinanzdirektion Münster, die Siedlung 1988 meistbietend zum Kauf ausschrieb, gelang es den Bewohnern und sie unterstützende Verbände und Politiker, durch Thematisierung der besonderen moralischen Verpflichtung und der immer noch lebendigen polnisch-katholischen Kultur den Ankauf durch die landesbeteiligte Ruhr-Lippe Wohnungsgesellschaft, heute LEG NRW, zu erreichen. Seit 1961 werden die Wohnungen frei vermietet. Heute wohnen darin auch Familienangehörige mit einem deutschen Pass und Deutsche ohne den besonderen geschichtlichen Hintergrund. Im Jahr 2001, dem 50-jährigen Bestehen, waren von den 370 Bewohnern noch 60 Prozent polnischer Abstammung.

## Hintergrund
Der Begriff „Heimatlose Ausländer“ ist die offizielle Adaption des von den Westalliierten noch vor Beendigung des Zweiten Weltkriegs geschaffenen Begriffs Displaced Persons (DPs). So wurden Menschen bezeichnet, die in das Deutsche Reich verschleppt worden waren, nach Kriegsende aber nicht in ihre vornehmlich ost- und südosteuropäischen Heimatländer zurückkehren konnten und in DP-Lagern untergebracht waren. Nach Berechnungen der Westalliierten gab es auf dem Gebiet des Deutschen Reiches knapp neun Millionen DPs. Bis 1949 war die vorrangige Rückführung in die Herkunftsländer weitestgehend abgeschlossen und geklärt, dass etwa 411.000 Menschen aus verschiedenen Gründen als nicht-repatriierbar anzusehen waren. Bei den anfangs etwa 900 „Heimatlosen Ausländern“ in Eving handelte es sich um Esten, Letten, Jugoslawen, überwiegend jedoch um Polen. Nach alliierten Verfügungen hatten sich die deutschen Behörden uneingeschränkt um diese Klientel zu kümmern, so dass nach Auflösung der DP-Lager die Bundesrepublik Deutschland die Menschen als „Heimatlose Ausländer“ vollständig in ihre Verantwortung übernahm. (Für die Deutsche Demokratische Republik (DDR) bestand diese Thematik offiziell nicht.) Die Bundesregierung verabschiedete 1951 das Gesetz über die Rechtsstellung heimatloser Ausländer im Bundesgebiet (HAuslG), das den sozialpolitischen Umgang genau regelte. Ein spezielles Sozialamt für Ausländer übernahm die Betreuung dieses Personenkreises. Vorrangig waren dabei der Wohnungsbau und die seelische Betreuung. Für Nordrhein-Westfalen war das Ministerium für Arbeit, Gesundheit und Soziales NRW, Bereich Vertriebene, Flüchtlinge, Aussiedler zuständig. Der Vorgang der staatlichen Sozialfürsorge ist in Aktenbeständen des Landesarchivs NRW dokumentiert, die eingesehen und auch als Kopien online bestellt werden können.

## Siedlungsentwicklung
Es ist aus heutiger Sicht schwer zu beurteilen, ob die Wohnverhältnisse zum Zeitpunkt der Errichtung der Siedlung angemessen waren. Es wird in Quellen ein niedriger, den seelischen Belastungen der Bewohner nicht angemessener Wohnstandard beklagt: „[…] Dennoch versuchte man, die Hilfen nicht allzu luxuriös ausfallen zu lassen. So blieb die Wohnsituation dieser Menschen eher unbefriedigend. Sie fanden sich in Siedlungen wieder, deren Häuser im Schnellverfahren hochgezogen worden waren. Rasch entstanden G(h)ettos und Slums, mit deren Bewohnern die deutsche Bevölkerung möglichst wenig zu tun haben wollte.“ Ein zeitgemäßer beziehungsweise der heutige Zustand wurde erst 1979 und 1983 durch umfassende Modernisierungen, unter anderem Einbau von Bädern, Isolierverglasung und wärmedämmende Außenfassade, hergestellt. Allerdings wurden Altbauten und Nachkriegs-Sozialbauten in der Regel erst in den 1980er Jahren modernisiert.

## Kulturpflege
Das wichtigste Kapitel der Siedlungsgeschichte ist die Ausbildung und Pflege einer katholisch-polnischen Kultur, die, obwohl sie auf der polnischen Sprache als Alltagssprache beruhte, schon deshalb keine Ausgrenzung bedeutete, weil die Ruhrpolen als industrielle Arbeitsimmigranten in der Region bereits vertraut waren. Die Polnische katholische Mission hatte bis 2004 in Eving ihren Hauptsitz. Ein deutsch-polnisch-katholisches Zentrum, Tanz-, Trachten- und Gesangsgruppen und Beratungseinrichtungen existieren teilweise noch. Familiärer, nachbarschaftlicher und Generationen übergreifender Zusammenhalt sind kein Alleinstellungsmerkmal, aber noch prägende Alltagserfahrungen.

## Mietermitbestimmung
Als Folgewirkung des Zusammenbruchs der gewerkschaftseigenen Wohnungsgesellschaft Neue Heimat 1988 entstand eine wohnungspolitische Initiative für eine vertraglich gesicherte Beteiligung von Mietern an Unternehmensentscheidungen. Zum Modellvorhaben Mietermitbestimmung, das vom Wohnbund-Verbund in Bochum, dem Werkstatt e. V. in Eving und dem Deutschen Mieterbund NRW auf der einen Seite und der Landesentwicklungsgesellschaft NRW, die den NRW-Bestand der Neuen Heimat erworben hatte, und der Landesregierung NRW auf der anderen Seite getragen wurde, gehörte auch die Siedlung Hessische Straße nach dem Kauf durch die Ruhr-Lippe Wohnungsgesellschaft (seit 2008 LEG NRW). In einer schriftlichen Vereinbarung wurden einem gewählten Mieterrat weit gehende Informationsrechte und Mit-Entscheidungsbefugnisse, auch bei der Belegung leer stehender Wohnungen, eingeräumt, die heute noch bestehen.